# John Zupan
John Zupan (tudi Ivan Zupan), slovenski pesnik, pisatelj in urednik, * 3. julij 1875, Borovak pri Podkumu, † 15. junij 1950, Cleveland, ZDA.

## Življenjepis
Rodil se je očetu Jožefu in materi Ami (roj. Gašparovič). Zupan se je v Ljubljani sprva šolal na nižji gimnaziji in nato dve leti na trgovski šoli. Po odsluženi vojaščini se je leta 1903 odselil v Ameriko, kjer se je zaposlil pri časniku Glas naroda kot pomožni urednik. Leta 1911 je v Duluthu prevzel uredništvo Narodnega vestnika, 1912 pa se je vrnil h Glasu naroda. Leta 1915 je začel urejati Glasilo K.S.K. Jednote v Chichagu, katerega je od leta 1923 do 1946 urejal v Clevelandu. Zupan je bil tudi priložnostni gledališki igralec in amaterski režiser.

## Literarno delo
Zupan je pisal posvetne in religiozne pesmi, ki so bile po slogu blizu ljudskim. V pesmih pripoveduje o svojem odnosu do narave, življenja, ljubezni, smrti, o vojnih in socialnih stiskah.
V Glasu naroda je pod pvsevdonimom Mike Cegare objavljal satirične črtice in humoreske. Svoja dela je objavljal še v publikacijah: Ameriška domovina, Ave Maria, Novi svet in Zarja. Napisal je tudi precej spominskih in avtobiografskih črtic.